# Тарасенко, Андрей Владимирович (управленец)
Андрей Владимирович Тарасенко (род. 9 августа 1963, Владивосток, РСФСР, СССР) — российский государственный и политический деятель.
Временно исполняющий обязанности губернатора Приморского края (2017—2018). Заместитель руководителя Федерального агентства морского и речного транспорта (2018—2020). Председатель правительства Республики Саха (Якутия) (2020—2023). Доктор психологических наук (2010). Действительный государственный советник Российской Федерации 2-го класса (2025).

## Биография
Родился 9 августа 1963 года во Владивостоке. Трудовую деятельность начал в 1980 году.
Окончил Нахимовское военно-морское училище в Ленинграде (ныне Санкт-Петербург), в 1985 году окончил Высшее военно-морское училище подводного плавания имени Ленинского комсомола в Ленинграде. До 1994 года проходил службу в Вооружённых Силах СССР и Российской Федерации. Прошёл службу до командира подводной лодки специального назначения.
С сентября 1997 по январь 2000 года работал управляющим закрытого акционерного общества «Вестморепродукт».
С января 2000 по ноябрь 2003 года — исполняющий обязанности генерального директора, генеральный директор федерального государственного унитарного предприятия «Национальные рыбные ресурсы».
В 2002 году окончил Российскую академию государственной службы при Президенте Российской Федерации по специальности «государственное и муниципальное управление» с присвоением квалификации «менеджер».
В 2003 году в Московском государственном социальном университете защитил кандидатскую диссертацию на тему «Диалоговая модель принятия управленческих решений руководителем».
С января 2004 по июнь 2005 года исполнял обязанности директора Федерального государственного унитарного предприятия «Мурманский морской рыбный порт».
С июля 2005 по июнь 2007 года — заместитель начальника инспекции по контролю расходов федерального бюджета на рыболовство и водные ресурсы Департамента контроля расходов федерального бюджета на природопользование и агропромышленный комплекс Счётной палаты Российской Федерации.
В 2006 году окончил Российский государственный социальный университет по специальности «бухгалтерский учёт, анализ и аудит» с присвоением квалификации «экономист».
С июня по август 2007 года работал в должности первого заместителя директора федерального государственного унитарного предприятия «Государственный ордена Трудового Красного Знамени научно-исследовательский институт химических реактивов и особо чистых химических веществ».
С декабря 2007 по апрель 2008 года — заместитель начальника Управления делами и административного обеспечения Федерального агентства по атомной энергии.
С апреля 2008 по февраль 2010 года работал заместителем директора Департамента управления делами и имущественным комплексом Государственной корпорации по атомной энергии «Росатом».
В 2009 году присвоено учёное звание профессора по кафедре акмеологии и кибернетики Военной академии РВСН имени Петра Великого.
В 2010 году присуждена учёная степень доктора психологических наук. Согласно результатам экспертизы сетевого сообщества «Диссернет», бо́льшая часть докторской диссертации А. В. Тарасенко «Социально-психологические закономерности и механизмы оптимальной деятельности военного руководителя» является плагиатом: текст на 280 из 340 проанализированных страниц полностью или частично заимствован из защищённой в 1995 году диссертации Л. Г. Лаптева «Оптимизация управленческой деятельности военных кадров».
С декабря 2010 года по январь 2012 года последовательно занимал должности, начиная с главного экономиста до советника заместителя председателя правления ОАО «Россельхозбанк».
С марта 2012 по июнь 2013 года последовательно занимал должности заместителя руководителя, руководителя Невско-Ладожского бассейнового водного управления Федерального агентства водных ресурсов.
С июля по сентябрь 2013 года занимал должность заместителя генерального директора ФГУП «Росморпорт». 11 сентября 2013 года назначен на должность генерального директора ФГУП «Росморпорт».
4 октября 2017 года президент России Владимир Путин назначил Андрея Тарасенко временно исполняющим обязанности губернатора Приморского края вместо ушедшего в отставку Владимира Миклушевского.
Публично поддержал непопулярную в народе пенсионную реформу.
В единый день голосования 9 сентября 2018 года в первом туре выборов губернатора Приморского края получил 46,57 % голосов и вышел во второй тур с депутатом заксобрания края Андреем Ищенко.
11 сентября с Тарасенко встретился Президент России Владимир Путин, который выразил надежду, что во втором туре выборов у него «всё будет в порядке».
Второй тур состоялся 16 сентября. После обработки 96 % бюллетеней Андрей Тарасенко проигрывал кандидату от КПРФ около пяти процентов, но в последний момент неожиданно вышел в лидеры. Второй тур сопровождался многочисленными нарушениями, акциями протеста и обвинениями обоих кандидатов в адрес друг друга. После рассмотрения многочисленных жалоб, 19 сентября председатель Центризбиркома Элла Памфилова рекомендовала краевой комиссии признать недействительными выборы губернатора, что и было сделано на следующий день. Вскоре после этого Тарасенко написал заявление с просьбой об отставке с должности временно исполняющего обязанности губернатора Приморского края, которое было удовлетворено президентом России Владимиром Путиным 26 сентября 2018 года, а временно исполняющим обязанности губернатора Приморского края был назначен Олег Кожемяко.
Распоряжением Правительства Российской Федерации от 27 сентября 2018 года назначен заместителем руководителя Федерального агентства морского и речного транспорта.
Исполняющий обязанности председателя правительства Республики Саха (Якутия) с 31 июля 2020 года. 10 ноября, на пленарном заседании Государственного Собрания (Ил Тумэн) депутаты согласовали кандидатуру Тарасенко на должность Председателя Правительства Республики Саха (Якутия). Голосование было тайным, и только один его участник воздержался. Остальные 48 поддержали кандидатуру нового премьера республики.
Распоряжением Правительства Российской Федерации от 29 марта 2024 г. № 739-р назначен руководителем Федерального агентства морского и речного транспорта.

## Критика
Перед временно исполняющего обязанности губернатора Приморского края Андреем Тарасенко стояли пять основных задач, которые его предшественник так и не смог решить. Эксперты выделяли катастрофическую ситуацию в Находке с угольной пылью, разбитые после многочисленных ливней краевые дороги, ужасающие масштабы коррупции во властных кругах региона, жилье для сирот и разруху в краевом ЖКХ. Эти и ряд других проблем региона Андреем Тарасенко решены не были. СМИ и общественность не простили и многочисленные оговорки чиновнику А. Тарасенко. Одним из наиболее запоминающихся высказываний бывшего врио Губернатора Приморского края Тарасенко о «карасиках»:
«…посчитать ущерб этих карасиков, замутнение, грунт сколько стоит. В результате пока я все эти мероприятия сделаю по речке, у меня наступает новое… и я бегаю за этой рекой, которая постоянно меняет русло», — сказал врио Губернатора Приморского края Андрей Тарасенко на встрече с Президентом РФ Владимиром Путиным.
4 февраля 2022 г. Андрей Тарасенко, являясь Председателем Правительства Республики Саха (Якутия), в эфире регионального телеканал заявил о намерениях региона запустить дирижабельные авиаперевозки пассажиров и грузов в северные районы республики уже в 2023 году. По его мнению, такой способ сделает особо отдаленные районы доступными и улучшит их снабжение. Однако авиационные эксперты назвали идею применения дирижаблей в Якутии «дилетантством».
«Мы в своё время досконально изучили вопрос эксплуатации дирижаблей. И я могу утверждать, что сама идея применения этих воздушных „динозавров“ в Арктике — дилетантство. Конечно, есть свои плюсы, к примеру для средней полосы России, но в Арктике на первое место выходят минусы: огромная парусность дирижабля, его зависимость от погоды и подверженность обледенению», — отметил глава авиационного альянса «Аэрохимфлот» Клим Галиуллин.

## Личная жизнь
Женат, есть дочь. Супруга — Светлана, по образованию врач-педиатр и педагог, пишет стихи, является членом Союза писателей РФ, входит в оргкомитет благотворительного проекта «Дети Приморья».
Увлекается парусным спортом.

## Награды
- Медаль ордена «За заслуги перед Отечеством» I степени
- Орден дружбы
- Орден Русской Православной Церкви преподобного СЕРАФИМА САРОВСКОГО III степени
- Почётное звание «Заслуженный работник народного хозяйства Республики Саха (Якутия)»
- Медаль «300 лет Российскому флоту»
- Нагрудный знак «Почётный работник рыбного хозяйства России»
- Нагрудный знак Росатома «Академик И. В. Курчатов» II степени
- Нагрудный знак Росатома «Академик И. В. Курчатов» III степени
- Почётная грамота Министерства транспорта РФ
- Медаль «За отличие в морской деятельности»
- Благодарственные письма Главы Республики Карелия, Губернатора Мурманской области
- Медаль «Почётный транспортник Содружества Независимых Государств»
- Медали «Адмирал Флота Советского Союза Н. Г. Кузнецов»
- Благодарственное письмо руководителя Федерального Агентства морского и речного транспорта